# 32-й меридіан західної довготи
32-й меридіан західної довготи — лінія довготи, що лежить на 32 градуси західніше Гринвіцького меридіана. Вона проходить від Північного полюса через Північний Льодовитий океан, Гренландію, Атлантичний океан, Південний океан та Антарктиду до Південного полюса.
32-й меридіан західної довготи формує велике коло разом із 148-мим меридіаном східної довготи.

## Список географічних об'єктів, що перетинає 32° зх. д.
Починаючи на Північному полюсі та рухаючись до Південного полюса, 32-й меридіан західної довготи проходить через:
| Координати                                                 | Країна, територія або море | Примітки |
| ---------------------------------------------------------- | -------------------------- | --- |
| 90°0′ пн. ш. 32°0′ зх. д. / 90.000° пн. ш. 32.000° зх. д.  | Північний Льодовитий океан | |
| 83°36′ пн. ш. 32°0′ зх. д. / 83.600° пн. ш. 32.000° зх. д. | Гренландія                 | Проходить через Землю Пірі                                                                                             |
| 83°3′ пн. ш. 32°0′ зх. д. / 83.050° пн. ш. 32.000° зх. д.  | Фьорд Фредеріка Хайда[en]  | |
| 82°59′ пн. ш. 32°0′ зх. д. / 82.983° пн. ш. 32.000° зх. д. | Гренландія                 | Проходить через Землю Пірі                                                                                             |
| 81°54′ пн. ш. 32°0′ зх. д. / 81.900° пн. ш. 32.000° зх. д. | Фьорд Індепенденс          | |
| 81°44′ пн. ш. 32°0′ зх. д. / 81.733° пн. ш. 32.000° зх. д. | Гренландія                 | |
| 39°27′ пн. ш. 32°0′ зх. д. / 39.450° пн. ш. 32.000° зх. д. | Атлантичний океан          | Проходить західніше острова Флореш, Португалія Проходить східніше островів Фернанду-ді-Норонья, Бразилія               |
| 60°0′ пд. ш. 32°0′ зх. д. / 60.000° пд. ш. 32.000° зх. д.  | Південний океан            | |
| 77°2′ пд. ш. 32°0′ зх. д. / 77.033° пд. ш. 32.000° зх. д.  | Антарктида                 | Проходить через Аргентинську Антарктиду та Британську Антарктичну Територію (претендують Аргентина та Велика Британія) |